# Сан-Естебан-де-Літера
Сан-Естебан-де-Літера (ісп. San Esteban de Litera, кат. Santistebe de Llitera) — муніципалітет в Іспанії, у складі автономної спільноти Арагон, у провінції Уеска. Населення — 527 осіб (2009).
Муніципалітет розташований на відстані близько 380 км на північний схід від Мадрида, 65 км на південний схід від Уески.

## Демографія
Динаміка населення (INE ):